# Georg Frederik Ferdinand Allen
Georg Frederik Ferdinand Allen (30. juli 1856 i København - 21. januar 1925 på Frederiksberg) var en dansk sanglærer, dirigent og komponist. Bror til Robert William Otto Allen.
Elev i sang af Gustav Helsted. Han studerede senere i Paris og London. Derefter sanglærer i København og 1888-92 lærer ved et konservatorium i New York samt sanger ved Trinity Church. Dirigent ved forskellige sangforeninger i København:
Malersangforeningen af 1846 (i 32 år), Håndværkerforeningens kor, Forsvarsbrødrenes kor og Frimurernes kor. Han var
Vilhelm Herolds første sanglærer. Han komponerede enkelte småsange og kantater.